# Gzichów (Łazy)
Gzichów – część miasta Łazy, w Polsce, położona w województwie śląskim, w powiecie zawierciańskim, w gminie Łazy. Do 1955 przysiółek Głazówki, posiadającej w latach 1933–1954 własną administrację gromadzką.
Gzichów stanowi małą (13 domów), fizycznie odizolowaną i zarazem najdalej na zachód wysuniętą cześć Łaz. Rozpościera się wzdłuż północnej strony ulicy o tej samej nazwie, nad strugą Mitręgą. Gzichów z centrum Łaz łączy śródleśna, niezabudowana droga o długości 3 km, przechodząca przez Głazówkę. Odnoga tej drogi, czyli trakt przechodzący przez sam Gzichów, jest nieasfaltowany, a kierunek (trakt jest kręty) wyznaczają wyłożone koła traktorowe.

## Historia
Gzichów to dawny przysiółek wsi Głazówki, od 1867 w gminie Rokitno-Szlacheckie. W latach 1867–1926 należał do powiatu będzińskiego, a od 1927 do zawierciańskiego. W II RP przynależał do woj. kieleckiego. 31 października 1933 gminę Rokitno-Szlacheckie podzielono na 16 gromad. Głazówka wraz z Gzichowem i pustkowiem Słotwina utworzyły gromadę o nazwie Głazówka w gminie Rokitno-Szlacheckie.
Podczas II wojny światowej włączone do III Rzeszy.
Po wojnie gmina przez bardzo krótki czas zachowała przynależność administracyjną, lecz już 18 sierpnia 1945 roku została wraz z całym powiatem zawierciańskim przyłączona do woj. śląskiego. 1 stycznia 1948 gminę Rokitno-Szlacheckie zniesiono, a z jej obszaru utworzono gminę Łazy z siedzibą w Łazach.
W związku z reformą znoszącą gminy jesienią 1954 roku, dotychczasowe gromady Łazy, Młynek i Głazówka (tylko Głazówka i Gzichów, bez Słotwiny) ustanowiły nową gromadę Łazy.
Gromadę Łazy zniesiono już po 15 miesiącach, 1 stycznia 1956, w związku z nadaniem jej statusu osiedla. 1 stycznia 1967 Łazy otrzymały status miasta, w związku z czym Gzichów stał się obszarem miejskim.